# Edelweiss (musikgrupp)
Edelweiss var en musikgrupp från Österrike som 1988-1989 hade en stor hit med låten Bring Me Edelweiss. Denna låt hade flera inslag hämtade från Abba och deras låt SOS vilket inte uppskattades av Benny Andersson.

## Diskografi

### Singlar
| År        | Titel                                              | Listplacering | Listplacering | Listplacering | Listplacering  | Listplacering | Listplacering | Listplacering | Listplacering | Listplacering |
| År        | Titel                                              | AT            | UK            | US dance club | US dance sales | US mod.       | DE            | CH            | NL            | SE            |
| --------- | -------------------------------------------------- | ------------- | ------------- | ------------- | -------------- | ------------- | ------------- | ------------- | ------------- | ------------- |
| 1988 / 89 | "Bring Me Edelweiss"                               | 1             | 5             | 7             | 11             | 24            | 2             | 1             | 1             | 1             |
| 1989      | "I Can't Get No... Edelweiss"                      | −             | −             | −             | −              | −             | −             | −             | −             | −             |
| 1992      | "Raumschiff Edelweiss" / "Starship Edelweiss"      | 1             | −             | −             | −              | −             | 7             | 8             | 19            | 25            |
| 1992      | "To The Mountain Top"                              | −             | −             | −             | −              | −             | −             | −             | −             | −             |
| 1992 / 93 | "Planet Edelweiss"                                 | 14            | −             | −             | −              | −             | −             | −             | −             | −             |
| 1993      | "Beam Me Up"                                       | −             | −             | −             | −              | −             | −             | −             | −             | −             |
| 1993      | "Ski Instructor"                                   | −             | −             | −             | −              | −             | −             | −             | −             | −             |
| 1997      | "Edeltaler Hochzeitsmarsch (Kein Sex vor der Ehe)" | −             | −             | −             | −              | −             | −             | −             | −             | −             |
| 2001      | "Bring Me Edelweiss" (Remix)                       | −             | −             | −             | −              | −             | −             | −             | −             | −             |

### Album
| År        | Titel                              | Listplacering | Listplacering | Listplacering | Listplacering | Listplacering | Listplacering | Listplacering |
| År        | Titel                              | AT            | UK            | US            | DE            | CH            | NL            | SE            |
| --------- | ---------------------------------- | ------------- | ------------- | ------------- | ------------- | ------------- | ------------- | ------------- |
| 1988      | "Edelweiss"                        | −             | −             | −             | −             | −             | −             | −             |
| 1992 / 93 | "The Wonderful World of Edelweiss" | 11            | −             | −             | 91            | −             | −             | −             |